# Championnat de Cuba de football 2007-2008
Navigation
Saison précédente Saison suivante
La saison 2007-2008 du Championnat de Cuba de football est la quatre-vingt-treizième édition du Campeonato Nacional de Fútbol, le championnat de première division à Cuba. Il met aux prises les équipes représentant les provinces de l'île. Il n'y a donc ni promotion, ni relégation en fin de saison.
La compétition comporte deux phases : 
- Les seize équipes disputent des rencontres entre elles suivant un système de tournoi toutes rondes puis sont réparties en quatre groupes de quatre, par zones géographiques. Les deux équipes ayant obtenu le plus de points dans chaque groupe se qualifient pour la phase finale.
- La phase finale est jouée sous forme de matchs à élimination directe, avec des rencontres aller-retour (quarts, demies et finale).

C'est le FC Cienfuegos qui remporte la compétition cette saison après avoir battu le FC Ciudad de La Habana en finale. Il s'agit du troisième titre de champion de Cuba de l'histoire du club. 
À noter que le FC Industriales fait son retour à la compétition après deux ans d'absence.

## Les clubs participants
- FC Villa Clara
- FC Cienfuegos
- FC Ciudad de La Habana
- FC Pinar del Río
- CF Camagüey
- FC La Habana
- FC Matanzas
- FC Industriales
- FC Isla de la Juventud
- FC Ciego de Ávila
- FC Sancti Spíritus
- CF Granma
- FC Guantánamo
- FC Holguín
- FC Santiago de Cuba
- FC Las Tunas

## Compétition
Le barème de points servant à établir les différents classements se décompose ainsi :
- Victoire : 3 points
- Match nul : 1 point
- Défaite : 0 point

### Première phase
| Rang | Équipe                 | Pts | J  | G  | N | P  | Bp | Bc | Diff |
| ---- | ---------------------- | --- | -- | -- | - | -- | -- | -- | ---- |
| 1    | FC Ciudad de La Habana | 59  | 30 | 17 | 8 | 5  | 61 | 28 | +33  |
| 2    | FC Pinar del RíoT      | 50  | 30 | 14 | 8 | 8  | 50 | 24 | +26  |
| 3    | FC La Habana           | 43  | 30 | 12 | 7 | 11 | 32 | 37 | -5   |
| 4    | FC Isla de la Juventud | 14  | 27 | 4  | 2 | 21 | 17 | 53 | -36  |

| Rang | Équipe          | Pts | J  | G  | N | P  | Bp | Bc | Diff |
| ---- | --------------- | --- | -- | -- | - | -- | -- | -- | ---- |
| 1    | FC Villa Clara  | 69  | 30 | 22 | 3 | 5  | 72 | 24 | +48  |
| 2    | FC Cienfuegos   | 65  | 30 | 20 | 5 | 5  | 56 | 24 | +32  |
| 3    | FC Matanzas     | 34  | 30 | 9  | 7 | 14 | 32 | 39 | -7   |
| 4    | FC Industriales | 18  | 29 | 5  | 3 | 21 | 25 | 65 | -40  |

| Rang | Équipe             | Pts | J  | G  | N  | P  | Bp | Bc | Diff |
| ---- | ------------------ | --- | -- | -- | -- | -- | -- | -- | ---- |
| 1    | FC Ciego de Ávila  | 49  | 30 | 13 | 10 | 7  | 32 | 28 | +4   |
| 2    | CF Camagüey        | 46  | 30 | 12 | 10 | 8  | 37 | 32 | +5   |
| 3    | FC Las Tunas       | 42  | 30 | 11 | 9  | 10 | 46 | 42 | +4   |
| 4    | FC Sancti Spíritus | 15  | 30 | 3  | 6  | 19 | 19 | 55 | -36  |

| Rang | Équipe              | Pts | J  | G  | N | P  | Bp | Bc | Diff |
| ---- | ------------------- | --- | -- | -- | - | -- | -- | -- | ---- |
| 1    | FC Holguín          | 41  | 29 | 11 | 8 | 10 | 45 | 46 | -1   |
| 2    | FC Guantánamo       | 41  | 30 | 12 | 5 | 13 | 36 | 39 | -3   |
| 3    | FC Santiago de Cuba | 40  | 30 | 11 | 7 | 12 | 36 | 34 | +2   |
| 4    | CF Granma           | 29  | 29 | 7  | 8 | 14 | 30 | 56 | -26  |

|  | Qualification pour la seconde phase |
|  | T : Tenant du titre                 |

### Phase finale

#### Quarts de finale
| Équipe 1         | Résultat | Équipe 2               | Aller | Retour |
| ---------------- | -------- | ---------------------- | ----- | ------ |
| CF Camagüey      | 0 - 3    | FC Ciudad de La Habana | 0 - 0 | 0 - 3  |
| FC Guantánamo    | 0 - 3    | FC Villa Clara         | 0 - 2 | 0 - 1  |
| FC Pinar del Río | 2 - 0    | FC Ciego de Ávila      | 2 - 0 | 0 - 0  |
| FC Cienfuegos    | 1 - 0    | FC Holguín             | 1 - 0 | 0 - 0  |

#### Demi-finales
| Équipe 1         | Résultat        | Équipe 2               | Aller | Retour |
| ---------------- | --------------- | ---------------------- | ----- | ------ |
| FC Cienfuegos    | 2e - 2          | FC Villa Clara         | 0 - 1 | 2 - 1  |
| FC Pinar del Río | 1 - 1 11-12 tab | FC Ciudad de La Habana | 1 - 0 | 0 - 1  |

#### Match pour la troisième place
| Équipe 1       | Résultat | Équipe 2         | Aller | Retour |
| -------------- | -------- | ---------------- | ----- | ------ |
| FC Villa Clara | 2 - 0    | FC Pinar del Río | 2 - 0 | 0 - 0  |

#### Finale
| Équipe 1      | Résultat | Équipe 2               | Aller | Retour |
| ------------- | -------- | ---------------------- | ----- | ------ |
| FC Cienfuegos | 4 - 1    | FC Ciudad de La Habana | 2 - 0 | 2 - 1  |

## Bilan de la saison
| Championnat de Cuba de football 2007-2008 |                          |
| Champion                                  | FC Cienfuegos (3e titre) |
| Qualifications continentales              |                          |
| CFU Club Championship 2009                | Aucun                    |
| Promotions et relégations                 |                          |
| Promus en Campeonato Nacional             | Aucun                    |
| Relégués                                  | Aucun                    |